# Мирный (Кулундинский район)
Ми́рный — посёлок в Кулундинском районе Алтайского края. Входит в состав Курского сельсовета.

## История
Посёлок основан в 1930-е годы как отделение колхоза имени Будённого. В 1958 году указом Президиума Верховного Совета РСФСР посёлок Буденновский переименован в Мирный.

## Население
| 1997 | 1998 | 1999 | 2000 | 2001 | 2002 | 2003 |
| ---- | ---- | ---- | ---- | ---- | ---- | ---- |
| 73   | ↘69  | ↗75  | ↗76  | ↘56  | ↘40  | ↗45  |
| 2004 | 2005 | 2006 | 2007 | 2008 | 2009 | 2010 |
| ↘43  | ↘40  | ↘34  | ↘26  | ↘25  | →25  | ↘14  |
| 2011 | 2012 | 2013 |      |      |      |      |
| ↗16  | ↘6   | →6   |      |      |      |      |

### Половой состав
По переписи 1959 года в посёлке проживало 324 человека (128 мужчин и 196 женщин).